# (811) Nauheima
(811) Nauheima – planetoida z pasa głównego asteroid.

## Odkrycie
Została odkryta 8 września 1915 roku w Landessternwarte Heidelberg-Königstuhl w Heidelbergu przez Maxa Wolfa. Nazwa pochodzi od Bad Nauheim, miasta w Niemczech. Przed nadaniem nazwy planetoida nosiła oznaczenie tymczasowe (811) 1915 XR.

## Orbita
(811) Nauheima okrąża Słońce w ciągu 4 lat i 343 dni w średniej odległości 2,9 au. Planetoida należy do rodziny planetoidy Koronis.